# Ibirapitanga
Ibirapitanga is een gemeente in de Braziliaanse deelstaat Bahia. De gemeente telt 24.223 inwoners (schatting 2009).

## Aangrenzende gemeenten
De gemeente grenst aan Camamu, Gandu, Maraú, Ubaitaba en Ubatã.